# Вошингтон Парк (Илиноис)
Вошингтон Парк (енгл. Washington Park) град је у америчкој савезној држави Илиноис.

## Демографија
По попису из 2010. године број становника је 4.196, што је 1.149 (-21,5%) становника мање него 2000. године.
| Група             | 2000.         | 2010.         |
| Белци             | 296 (5,5%)    | 427 (10,2%)   |
| Афроамериканци    | 4.914 (91,9%) | 3.614 (86,1%) |
| Азијати           | 7 (0,1%)      | 5 (0,1%)      |
| Хиспаноамериканци | 101 (1,9%)    | 115 (2,7%)    |
| Укупно            | 5.345         | 4.196         |